# Derwent Reservoir (Derbyshire)
Derwent Reservoir is een stuwmeer in Derbyshire, Engeland. Het is de middelste van drie stuwmeren in de Upper Derwent Valley. Het ligt ongeveer 16 km van Glossop en 16 km van Sheffield. De Derwent stroomt eerst door de Howden Reservoir, dan door Derwent Reservoir en uiteindelijk door Ladybower Reservoir. De drie stuwmeren leveren zo goed als al het water voor Derbyshire, en ook voor een groot deel van South Yorkshire, voor Nottingham en voor Leicester.
Derwent Reservoir is ongeveer 2,4 km lang en loopt grofweg van noord naar zuid, met Howden Dam aan het noordelijke uiteinde en Derwent Dam aan het zuiden. Bij de Howden Dam ligt een klein eiland. De Abbey Brook stroomt vanuit het oosten het reservoir in. Op volle capaciteit beslaat het reservoir een oppervlakte van 70,8 ha en op het diepste punt is het 34,7 m diep.

## Geschiedenis
De industriële revolutie en verstedelijking van de 19e eeuw creëerden een enorme vraag naar water in de industriesteden van de East Midlands en South Yorkshire. De nabijheid van Sheffield en haar buren tot de vallei van de Derwent speelde dan ook een rol bij de beslissing om de vallei af te dammen en zo Howden Reservoir en Derwent Reservoir te creëren.
De bouw van de neogotische dam van massief metselwerk begon in 1902, een jaar nadat de bouw van Howden Reservoir was begonnen, en bleek een gigantische klus. De hoofdingenieur was Edward Sandeman. Hij was ook verantwoordelijk voor de bouw van de nabijgelegen Howden Dam en hij kreeg in 1918 de Telford Medal voor zijn werk 'Derwent Valley Waterworks'. De enorme stenen die de muren van de dam vormden, werden over een speciaal aangelegd spoor vervoerd vanuit de steengroeven in Bole Hill bij Grindleford. Meer dan 1.000 arbeiders woonden in een speciaal gebouwde op zichzelf staande stad die Birchinlee of “Tin Town” werd genoemd. Een van de metalen hutten werd bewaard en verplaatst naar het dorp Hope, waar het nu een kapsalon is. De arbeiders die tijdens de bouw van de dam stierven, werden in Bamford Church begraven.
Het vullen van het reservoir begon in november 1914 en het reservoir liep voor het eerst over in januari 1916, waarbij het water vrijwel onmiddellijk in de toevoer stroomde. De dam kan in totaal 9,64 miljoen kubieke meter water bevatten.
Slechts twee jaar na de voltooiing van de dam in 1916 werd besloten dat het debiet van het reservoir onvoldoende was om de omringende bevolking te ondersteunen. Daarom werden tussen 1920 en 1931 de rivieren Alport en Ashop ook omgeleid van de Ashopvallei naar het reservoir met behulp van tunnels en een Venturigoot.
De omleiding hielp water tegen te houden tijdens de bouw van het Ladybower Reservoir in het zuiden, dat tussen 1935 en 1945 werd aangelegd.

## Bamford and Howden Railway
Tussen 1901 en 1903 werd een normaalspoorlijn van meer dan 11 km aangelegd van het dorp Bamford ten zuiden van het Howden Reservoir om de duizenden tonnen steen te vervoeren die nodig waren voor de bouw van de twee dammen. Aan het zuidelijke einde lag de pas geopende steengroeve in Bole Hill bij Grindleford.
Overblijfselen van de spoorlijn zijn nog steeds te zien langs het Derwent Reservoir en aan het westelijke einde van de Ladybower Dam waar meer dan 2,4 km spoorlijn is overgebleven en plaatselijk bekend staat als 'The Route'. Tussen de Howden Dam en Derwent Dam werd de huidige weg over het spoor heen aangelegd.
Na meer dan een miljoen ton steen te hebben geleverd, werd de steengroeve Bole Hill in september 1914 gesloten en het einde van de spoorweg volgde snel daarna. Het gedeelte tussen de hoofdspoorlijn in Hope en Yorkshire Bridge werd in 1935 opnieuw aangelegd om de bouw van de Ladybower Dam te ondersteunen, maar werd in 1946 weer gesloten.

## Omgeving
Het grootste deel van het land rond het reservoir is eigendom van Severn Trent Water en daarvan is ongeveer de helft bos. De bossen bestaan voornamelijk uit lariksen, dennen en sparren, en het resterende derde deel bestaat voornamelijk uit gewone esdoorn, beuk en eik.
Op de heuvels van het Peak District grazen schapen die aan plaatselijke boeren worden verpacht. De heidevelden en grindstenen randen worden doorkruist door wandelpaden die het hele jaar door open zijn, behalve tijdens geselecteerde schietperioden.
Op de oever van het stuwmeer staat een stenen gedenkteken voor Tip, een herdershond. Tip bleef 105 dagen bij het lichaam van de plaatselijke herder Joseph Tagg nadat hij in de winter van 1953-54 op Howden Moor was gestorven. Tip kreeg de Bronzen Medaille van de Canine Defence League.

## "Dambusters"
Tijdens de Tweede Wereldoorlog werd het stuwmeer gebruikt door piloten van het 617e Squadron om het laag vliegen te oefenen wat nodig waren voor Operatie Chastise (algemeen bekend als de “Dam Busters” raids), vanwege de gelijkenis met de Duitse dammen. Tegenwoordig is er een gedenkplaat voor het 617e Squadron op de dam en in een van de torens op de dam was het Derwent Valley Museum gevestigd. De tentoonstelling, die nu gesloten is, was eigendom van en werd gerund door wijlen Vic Hallam en ging over verhalen van 617e Squadron en de training voor Operatie Chastise. Er was ook een tentoonstelling over de geschiedenis van de Derwentvallei en de verdwenen dorpen Derwent en Ashopton.
De Battle of Britain Memorial Flight vliegt af en toe bij het reservoir om de gebeurtenissen tijdens de oorlog te herdenken. In september 2014 vond er een uniek luchtparade plaats waarbij de twee overgebleven luchtwaardige Lancasters, een van de Battle of Britain Memorial Flight en een uit Canada, drie passen in formatie vlogen.

## Galerij

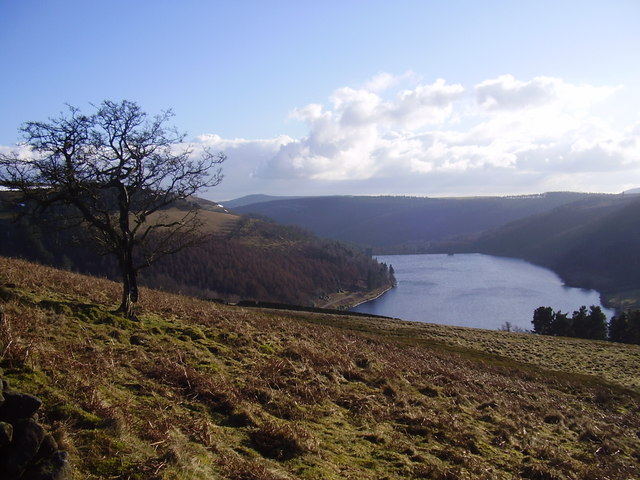
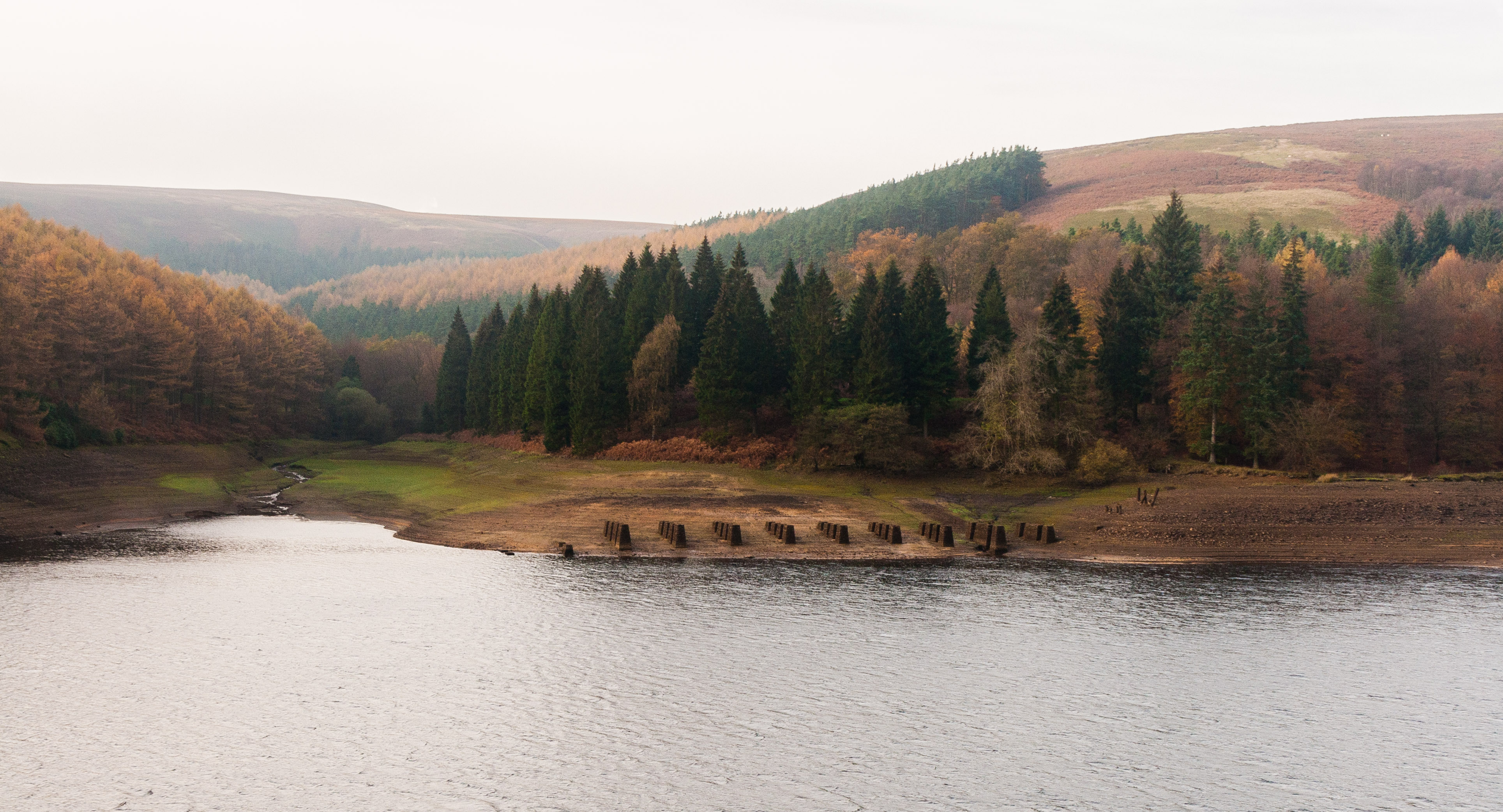
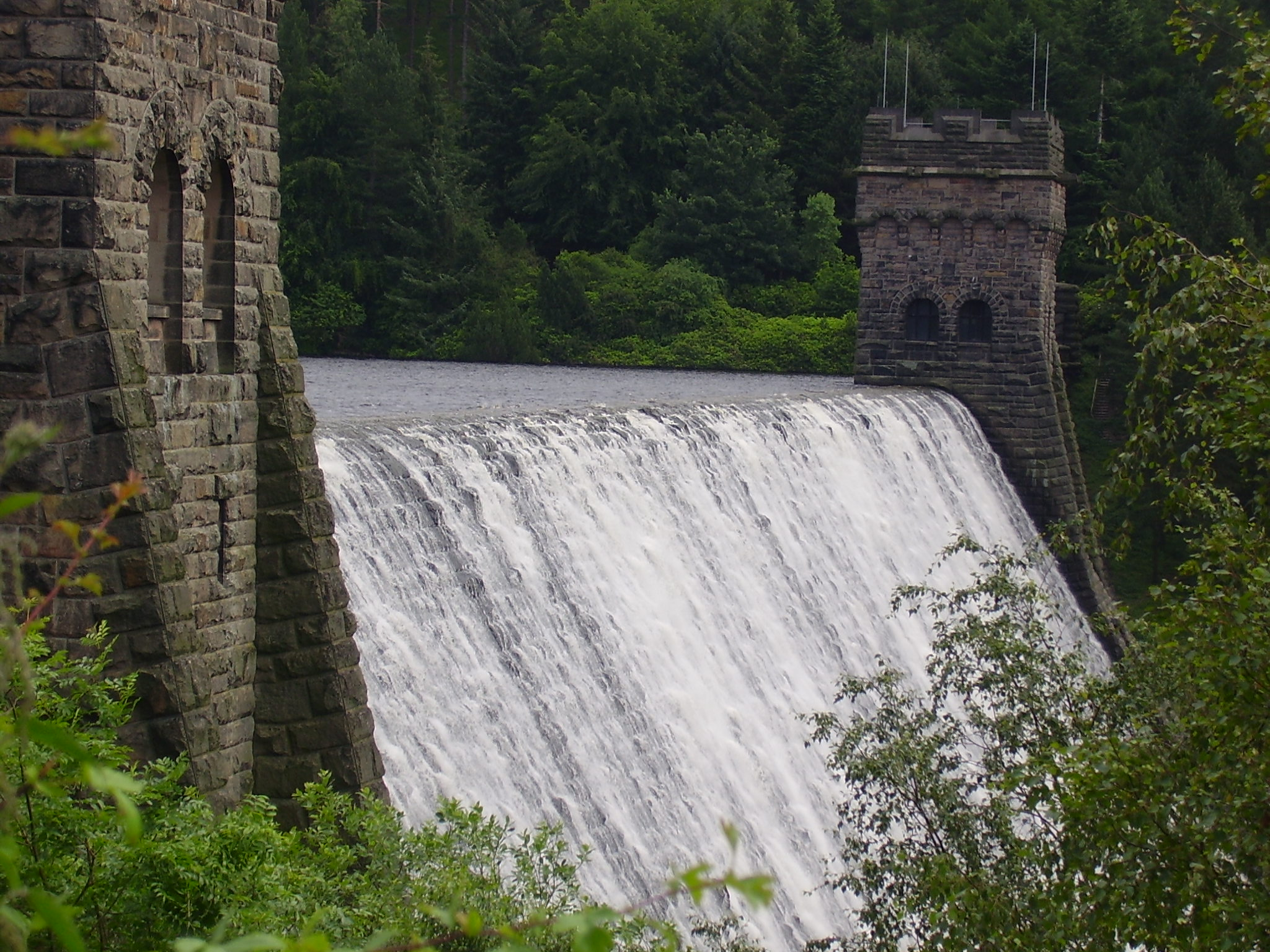
Derwent Dam in volle operatie in 2007
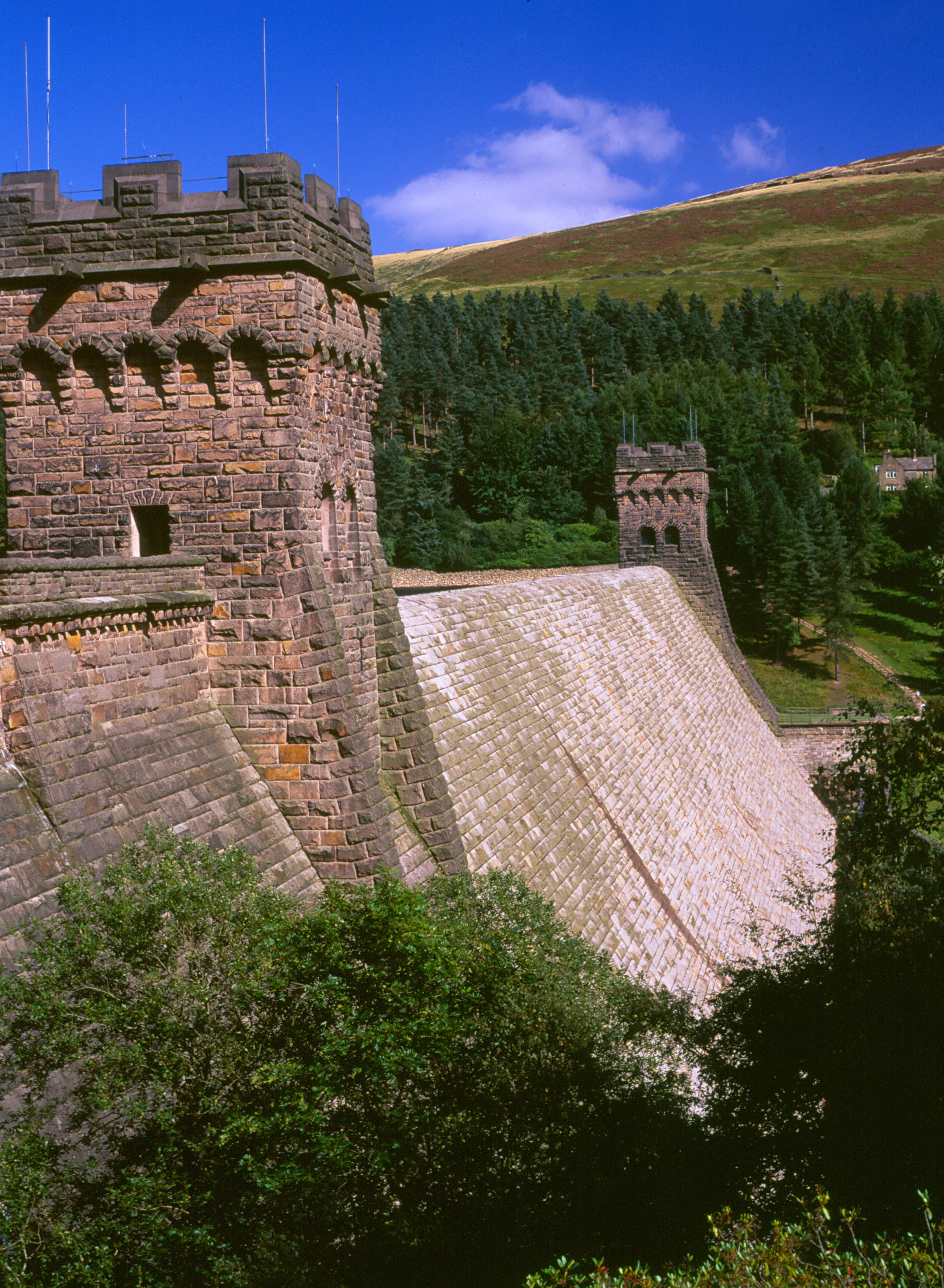
Derwent Dam in 2009
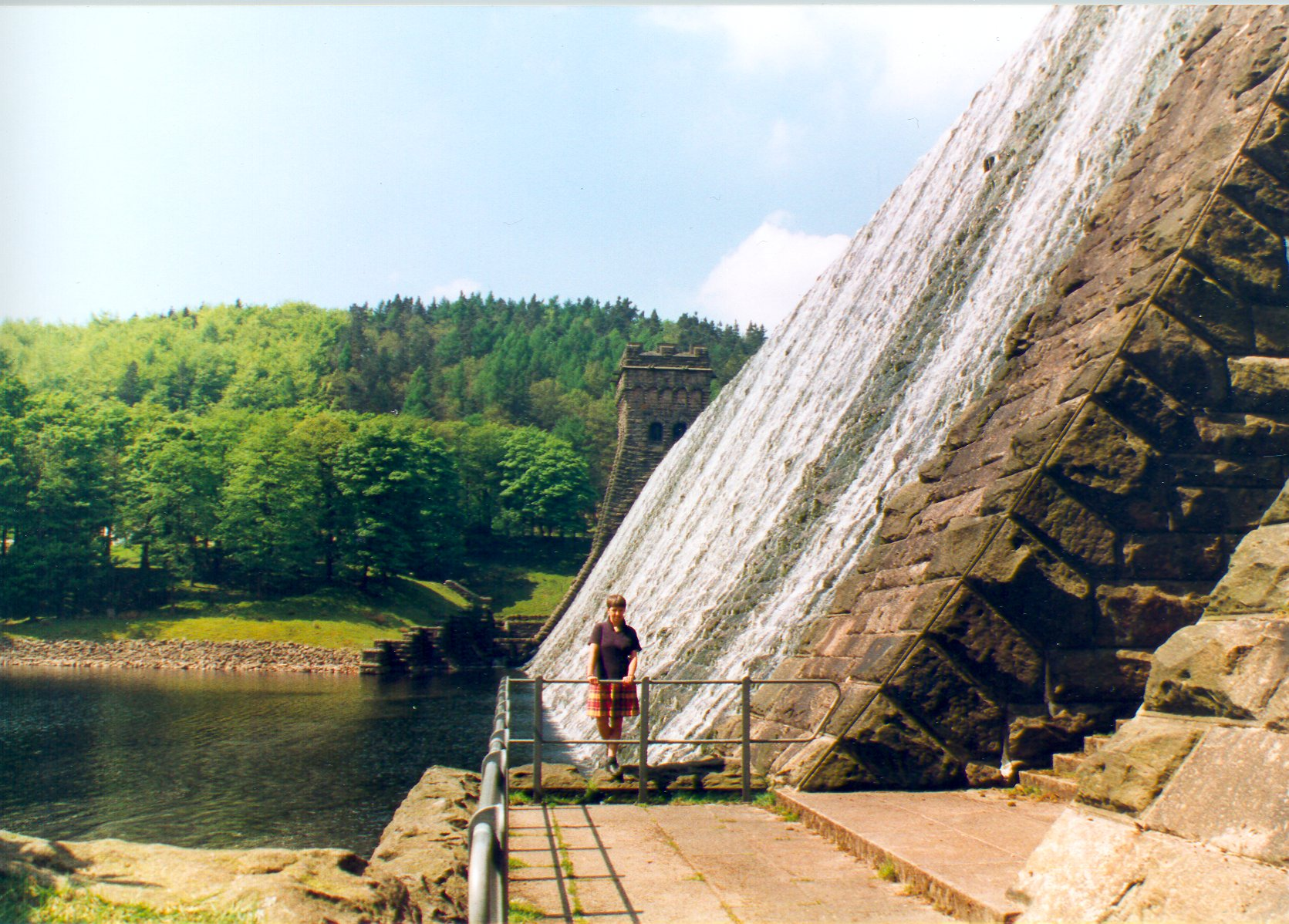
De basis van de dam in 2001
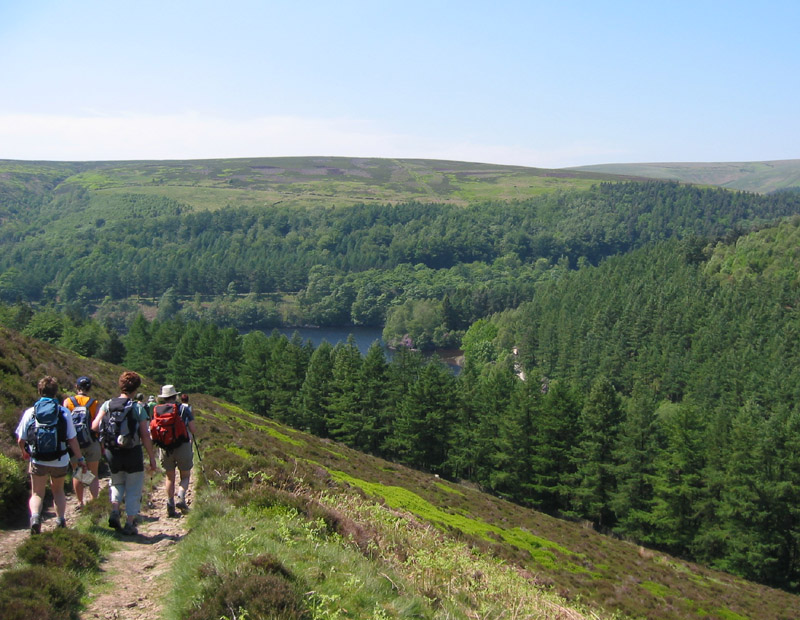
Wandelaars op Little Howden Moor boven Derwent Reservoir
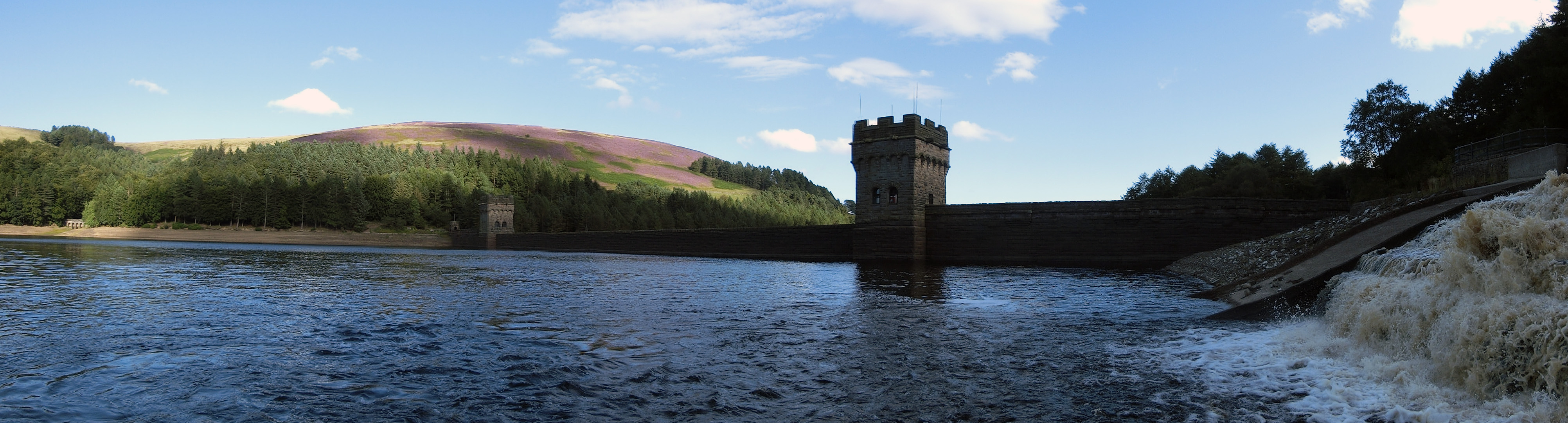
Derwent Dam vanaf de top van de dam